# مگ اینتراکتیو
مگ اینتراکتیو (انگلیسی: MAG Interactive) شرکت بازی ویدئویی سوئدی است، که در سال ۲۰۱۰ تأسیس شد.